# Università di Reims
L'Università di Reims è stata una delle università più grandi e importanti d'Europa durante il Medioevo. Fu istituita nel 1548 con bolla papale, ma chiusa nel 1793, durante la rivoluzione francese.
Questa è l'università dell'ancien régime.